# Milacemida
La milacemida (INN) es un inhibidor de la MAO-B y prodroga de glicina. Se ha estudiado por sus efectos sobre la memoria humana y como tratamiento potencial para los síntomas de la enfermedad de Alzheimer. Los ensayos clínicos iniciales, sin embargo, no mostraron resultados positivos.